# Liste der Geotope im Kreis Dithmarschen
Diese sortierbare Liste enthält die Geotope des Kreises Dithmarschen in Schleswig-Holstein. Sie enthält die amtlichen Bezeichnungen für Namen und Nummern sowie deren geographische Lage (Stand 2015).
| Geotop-Nummer | Objektnummer Geotop-Potentialgebiet | Name                                                                              | Geotoptyp              | Gemeinde/Stadt | Koordinaten                     | Bild             | Bemerkung |
| ------------- | ----------------------------------- | --------------------------------------------------------------------------------- | ---------------------- | -------------- | ------------------------------- | ---------------- | --------- |
| Du 016        |                                     | Binnendünen bei Bergewöhrden – Horst (7 Einzelflächen)                            | Düne, Flugsandgebiet   | Bergewöhrden   | 54° 19′ 7,8″ N, 9° 11′ 14,1″ O  |                  |           |
| Du 029        |                                     | Binnendünen bei Gudendorf                                                         | Düne, Flugsandgebiet   | Gudendorf      | 54° 1′ 13,5″ N, 9° 6′ 10,7″ O   |                  |           |
| Hy 007        |                                     | Quell- und Moorgebiet Riesewohld                                                  | Quelle, Quellform      | Odderade       | 54° 9′ 3,5″ N, 9° 13′ 33,4″ O   |                  |           |
| Kl 042        |                                     | Kliff bei Gudendorf mit Dünen                                                     | Kliff                  | Gudendorf      | 54° 0′ 45,8″ N, 9° 6′ 7,7″ O    |                  |           |
| Kl 043        |                                     | Kliff Burg i. Dithm. - Kuden - St. Michaelisdonn (4 Einzelflächen)                | Kliff                  | Kuden          | 53° 57′ 51,4″ N, 9° 10′ 15,3″ O |                  |           |
| Kl 043        |                                     | Kliff Burg i. Dithm. - Kuden - St. Michaelisdonn Pleistozän: Scheitelgraben Kuden | Kliff                  | Kuden          | 53° 58′ 7,8″ N, 9° 12′ 30,2″ O  |                  |           |
| Kl 045        |                                     | Kliff bei Kleve (3 Einzelflächen)                                                 | Kliff                  | Kleve          | 54° 17′ 46,8″ N, 9° 7′ 4,2″ O   | Geest und Marsch |           |
|               | Ma 001                              | Moor und Marsch im Delver Koog                                                    | Marsch/Wattlandschaft  | Delve          | 54° 20′ 3″ N, 9° 14′ 52″ O      | Delver koog      |           |
|               | Ma 002                              | Marschlandschaft bei Ketelsbüttel                                                 | Marsch/Wattlandschaft  | Ketelsbüttel   | Koordinaten fehlen! Hilf mit.   |                  |           |
|               | Ma 003                              | Marsch- und Moorlandschaft bei Hemmingstedt                                       | Marsch/Wattlandschaft  |                | Koordinaten fehlen! Hilf mit.   |                  |           |
| Qp 017        |                                     | Eem-Warmzeit/Rederstall-Stadial: Rederstall                                       | Aufschluss             |                | Koordinaten fehlen! Hilf mit.   |                  |           |
| Qp 018        |                                     | Weichselkaltzeit: Odderade-Interstadial                                           | Aufschluss             |                | Koordinaten fehlen! Hilf mit.   |                  |           |
| Qp 019        |                                     | Weichselkaltzeit: Schalkholz-Stadial                                              | Aufschluss             |                | Koordinaten fehlen! Hilf mit.   |                  |           |
|               | Mo 004                              | Moränen von Schrum                                                                | Moräne                 | Schrum         | Koordinaten fehlen! Hilf mit.   |                  |           |
|               | Mr 002                              | Weißes Moor                                                                       | Moor                   |                | 54° 14′ 55″ N, 9° 2′ 4″ O       | Weißes Moor      |           |
| Ni 006        |                                     | Eiszerfalls-Landschaft östlich Bliesdorf - Albersdorf                             | Eiszerfalls-Landschaft |                | Koordinaten fehlen! Hilf mit.   |                  |           |
| Os 023        |                                     | Fragliches Os Tielener Au am Schalkholzer Becken (Saale-Komplex)                  | Os                     |                | Koordinaten fehlen! Hilf mit.   |                  |           |
| St 019        |                                     | Außensand Blauort                                                                 | Strandwall             |                | 54° 10′ 0″ N, 8° 43′ 15″ O      | Blauort          |           |
| St 020        |                                     | Außensand Tertius                                                                 | Strandwall             |                | 54° 8′ 0″ N, 8° 42′ 0″ O        | Tertius          |           |
| St 021        |                                     | Insel Trischen                                                                    | Strandwall             | Friedrichskoog | 54° 3′ 34″ N, 8° 41′ 0″ O       | Trischen         |           |
| St 023        |                                     | Lundener Nehrung                                                                  | Strandwall             |                | Koordinaten fehlen! Hilf mit.   |                  |           |
| St 024        |                                     | Elpersbütteler Donn                                                               | Strandwall             |                | Koordinaten fehlen! Hilf mit.   |                  |           |
| St 025        |                                     | Nehrungshaken bei St.Michaelisdonn (11 Einzelflächen)                             | Strandwall             |                | Koordinaten fehlen! Hilf mit.   |                  |           |
| Ta 019        |                                     | Glaziales Abflusstal von Albersdorf, Gieselautal                                  | Talform                |                | 54° 7′ 50″ N, 9° 17′ 12,8″ O    |                  |           |
|               | Zu 002                              | Gletscherschürfbecken von Schalkholz - Pahlhude                                   | Gletscherschürfbecken  |                | Koordinaten fehlen! Hilf mit.   |                  |           |

## Quelle
- Geotopliste Planungsraum III. (PDF, 303 KB) Geologischer Dienst im Landesamt für Landwirtschaft, Umwelt und ländliche Räume des Landes Schleswig-Holstein, Mai 2015, abgerufen am 30. Juli 2015.